# Vlag van Bern

Vlag van Bern

De vlag van Bern, de vlag van zowel de stad Bern als van het kanton Bern in Zwitserland, is vierkant en toont een zwarte klimmende beer in een diagonale gele baan die op een rood veld geplaatst is.

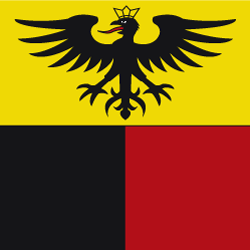
Vlag van het Berner Oberland

De mannelijke beer is al sinds minstens 1224 het symbool van Bern. Volgens een sage is de naam van de stad Bern, dus ook die van het kanton, gekozen omdat de stichter van de stad, hertog Berthold V, op die plaats een beer had gedood. De beer is een oeroud Zwitsers symbool en komt ook voor op de vlaggen van Appenzell Innerrhoden en Appenzell Ausserrhoden. De vlag van Bern in de huidige vorm is al sinds minstens 1365 in gebruik.